# Popis svjetskih prvakinja i osvajačica medalja na Svjetskim prvenstvima u atletici
Ovo je popis svjetskih prvakinja i osvajačica medalja na Svjetskim prvenstvima u atletici.

## Trkačke discipline

### 100 m
| SP              | Zlato                   | Srebro                  | Bronca             |
| --------------- | ----------------------- | ----------------------- | ------------------ |
| Helsinki 1983.  | Marlies Göhr            | Marita Koch             | Diane Williams     |
| Rim 1987.       | Silke Möller            | Heike Drechsler         | Merlene Ottey      |
| Tokio 1991.     | Katrin Krabbe           | Gwen Torrence           | Merlene Ottey      |
| Stuttgart 1993. | Gail Devers             | Merlene Ottey           | Gwen Torrence      |
| Göteborg 1995.  | Gwen Torrence           | Merlene Ottey           | Irina Priwalova    |
| Atena 1997.     | Marion Jones            | Schanna Block           | Sevatheda Fynes    |
| Sevilla 1999.   | Marion Jones            | Inger Miller            | Ekaterini Thanou   |
| Edmonton 2001.  | Schanna Block           | Marion Jones            | Ekaterini Thanou   |
| Pariz 2003.     | Torri Edwards           | Schanna Block           | Chandra Sturrup    |
| Helsinki 2005.  | Lauryn Williams         | Veronica Campbell       | Christine Arron    |
| Osaka 2007.     | Veronica Campbell       | Lauryn Williams         | Carmelita Jeter    |
| Berlin 2009.    | Shelly-Ann Fraser       | Kerron Stewart          | Carmelita Jeter    |
| Daegu 2011.     | Carmelita Jeter         | Veronica Campbell-Brown | Kelly-Ann Baptiste |
| Moskva 2013.    | Shelly-Ann Fraser-Price | Murielle Ahouré         | Carmelita Jeter    |
| Peking 2015.    | Shelly-Ann Fraser-Price | Dafne Schippers         | Tori Bowie         |
| London 2017.    | Tori Bowie              | Marie-Josée Ta Lou      | Dafne Schippers    |
| Doha 2019.      | Shelly-Ann Fraser-Price | Dina Asher-Smith        | Marie-Josée Ta Lou |

### 200 m
| SP              | Zlato                   | Srebro                   | Bronca                        |
| --------------- | ----------------------- | ------------------------ | ----------------------------- |
| Helsinki 1983.  | Marita Koch             | Merlene Ottey            | Kathy Smallwood-Cook          |
| Rim 1987.       | Silke Möller            | Florence Griffith-Joyner | Merlene Ottey                 |
| Tokio 1991.     | Katrin Krabbe           | Gwen Torrence            | Merlene Ottey                 |
| Stuttgart 1993. | Merlene Ottey           | Gwen Torrence            | Irina Privalova               |
| Göteborg 1995.  | Merlene Ottey           | Irina Privalova          | Galina Malčugina              |
| Atena 1997.     | Schanna Block           | Susanthika Jayasinghe    | Merlene Ottey                 |
| Sevilla 1999.   | Inger Miller            | Beverly McDonald         | Merlene Frazer Andrea Philipp |
| Edmonton 2001.  | Marion Jones            | Debbie Ferguson          | LaTasha Jenkins               |
| Pariz 2003.     | Anastasija Kapačinskaja | Torri Edwards            | Muriel Hurtis                 |
| Helsinki 2005.  | Allyson Felix           | Rachelle Boone-Smith     | Christine Arron               |
| Osaka 2007.     | Allyson Felix           | Veronica Campbell        | Susanthika Jayasinghe         |
| Berlin 2009.    | Allyson Felix           | Veronica Campbell-Brown  | Debbie Ferguson-McKenzie      |
| Daegu 2011.     | Veronica Campbell-Brown | Carmelita Jeter          | Allyson Felix                 |
| Moskva 2013.    | Shelly-Ann Fraser-Pryce | Murielle Ahouré          | Blessing Okagbare             |
| Peking 2015.    | Dafne Schippers         | Elaine Thompson          | Veronica Campbell-Brown       |
| London 2017.    | Dafne Schippers         | Marie Josée Ta Lou       | Shaunae Miller-Uibo           |
| Doha 2019.      | Dina Asher-Smith        | Brittany Brown           | Mujinga Kambundji             |

### 400 m
| SP              | Zlato                    | Srebro                 | Bronca                  |
| --------------- | ------------------------ | ---------------------- | ----------------------- |
| Helsinki 1983.  | Jarmila Kratochvílová    | Tatána Kocembová       | Marija Kulčunova        |
| Rim 1987.       | Olha Wladykina-Bryshina  | Petra Müller-Schersing | Kirsten Emmelmann       |
| Tokio 1991.     | Marie-José Perec         | Grit Breuer            | Sandra Myers            |
| Stuttgart 1993. | Jearl Miles-Clark        | Natasha Kaiser-Brown   | Sandie Richards         |
| Göteborg 1995.  | Marie-José Perec         | Pauline Davis-Thompson | Jearl Miles-Clark       |
| Atena 1997.     | Cathy Freeman            | Sandie Richards        | Jearl Miles-Clark       |
| Sevilla 1999.   | Cathy Freeman            | Anja Rücker            | Lorraine Graham         |
| Edmonton 2001.  | Amy Mbacké Thiam         | Lorraine Fenton        | Ana Guevara             |
| Pariz 2003.     | Ana Guevara              | Lorraine Fenton        | Amy Mbacké Thiam        |
| Helsinki 2005.  | Tonique Williams-Darling | Sanya Richards         | Ana Guevara             |
| Osaka 2007.     | Christine Ohuruogu       | Nicola Sanders         | Novlene Williams        |
| Berlin 2009.    | Sanya Richards           | Shericka Williams      | Antonina Krivošapka     |
| Daegu 2011.     | Amantle Montsho          | Allyson Felix          | Anastasija Kapačinskaja |
| Moskva 2013.    | Christine Ohuruogu       | Amantle Montsho        | Antonina Krivošapka     |
| Peking 2015.    |                          |                        |                         |
| London 2017.    |                          |                        |                         |
| Doha 2019.      |                          |                        |                         |

### 800 m
| SP              | Zlato                 | Srebro             | Bronca                 |
| --------------- | --------------------- | ------------------ | ---------------------- |
| Helsinki 1983.  | Jarmila Kratochvílová | Ljubow Gurina      | Jekaterina Podkopajeva |
| Rim 1987.       | Sigrun Wodars         | Christine Wachtel  | Ljubow Gurina          |
| Tokio 1991.     | Lilija Nurutdinova    | Ana Fidelia Quirot | Ella Kovacs            |
| Stuttgart 1993. | Maria Mutola          | Ljubov Gurina      | Ella Kovacs            |
| Göteborg 1995.  | Ana Fidelia Quirot    | Letitia Vriesde    | Kelly Holmes           |
| Atena 1997.     | Ana Fidelia Quirot    | Jelena Afanasjeva  | Maria Mutola           |
| Sevilla 1999.   | Ludmila Formanová     | Maria Mutola       | Svetlana Masterkova    |
| Edmonton 2001.  | Maria Mutola          | Stephanie Graf     | Letitia Vriesde        |
| Pariz 2003.     | Maria Mutola          | Kelly Holmes       | Natalia Hruščeleva     |
| Helsinki 2005.  | Zulia Calatayud       | Hasna Benhassi     | Tatjana Andrianova     |
| Osaka 2007.     | Janeth Jepkosgei      | Hasna Benhassi     | Mayte Martínez         |
| Berlin 2009.    | Caster Semenya        | Janeth Jepkosgei   | Jennifer Meadows       |
| Daegu 2011.     | Marija Savinova       | Caster Semenya     | Janeth Jepkosgei       |
| Moskva 2013.    | Eunice Jepkoech Sum   | Marija Savinova    | Brenda Martinez        |
| Peking 2015.    |                       |                    |                        |
| London 2017.    |                       |                    |                        |
| Doha 2019.      |                       |                    |                        |

### 1 500 m
| SP              | Zlato               | Srebro            | Bronca                 |
| --------------- | ------------------- | ----------------- | ---------------------- |
| Helsinki 1983.  | Mary Decker         | Samira Saizeva    | Jekaterina Podkopajeva |
| Rim 1987.       | Tetjana Samolenko   | Hildegard Körner  | Doina Melinte          |
| Tokio 1991.     | Hassiba Boulmerka   | Tetjana Samolenko | Ljudmila Rogačova      |
| Stuttgart 1993. | Liu Dong            | Sonia O’Sullivan  | Hassiba Boulmerka      |
| Göteborg 1995.  | Hassiba Boulmerka   | Kelly Holmes      | Carla Sacramento       |
| Atena 1997.     | Carla Sacramento    | Regina Jacobs     | Anita Weyermann        |
| Sevilla 1999.   | Svetlana Masterkova | Regina Jacobs     | Kutre Dulecha          |
| Edmonton 2001.  | Gabriela Szabo      | Violeta Szekely   | Natalia Gorelova       |
| Pariz 2003.     | Tatjana Tomašova    | Süreyya Ayhan     | Hayley Tullett         |
| Helsinki 2005.  | Tatjana Tomašova    | Olga Jegorova     | Bouchra Ghezielle      |
| Oskak 2007.     | Maryam Yusuf Jamal  | Jelena Soboljeva  | Irina Liščinska        |
| Berlin 2009.    | Maryam Yusuf Jamal  | Lisa Dobriskey    | Shannon Rowbury        |
| Daegu 2011.     | Jennifer Simpson    | Hannah England    | Natalia Rodríguez      |
| Moskva 2013.    | Abeba Aregawi       | Jennifer Simpson  | Hellen Onsando Obiri   |
| Peking 2015.    |                     |                   |                        |
| London 2017.    |                     |                   |                        |
| Doha 2019.      |                     |                   |                        |

### 5 000 m
| SP             | Zlato            | Srebro                | Bronca                    |
| -------------- | ---------------- | --------------------- | ------------------------- |
| Göteborg 1995. | Sonia O’Sullivan | Fernanda Ribeiro      | Zahra Ouaziz              |
| Atena 1997.    | Gabriela Szabo   | Roberta Brunet        | Fernanda Ribeiro          |
| Sevilla 1999.  | Gabriela Szabo   | Zahra Ouaziz          | Ayelech Worku             |
| Edmonton 2001. | Olga Jegorova    | Marta Domínguez       | Ayelech Worku             |
| Pariz 2003.    | Tirunesh Dibaba  | Marta Domínguez       | Edith Masai               |
| Helsinki 2005. | Tirunesh Dibaba  | Meseret Defar         | Ejegayehu Dibaba          |
| Osaka 2007.    | Meseret Defar    | Vivian Cheruiyot      | Priscah Jepleting Cherono |
| Berlin 2009.   | Vivian Cheruiyot | Sylvia Jebiwott Kibet | Meseret Defar             |
| Daegu 2011.    | Vivian Cheruiyot | Sylvia Jebiwott Kibet | Meseret Defar             |
| Moskva 2013.   | Meseret Defar    | Mercy Cherono         | Almaz Ayana               |
| Peking 2015.   |                  |                       |                           |
| London 2017.   |                  |                       |                           |
| Doha 2019.     |                  |                       |                           |

### 10 000 m
| SP              | Zlato                  | Srebro            | Bronca           |
| --------------- | ---------------------- | ----------------- | ---------------- |
| Rim 1987.       | Ingrid Kristiansen     | Jelena Šupijeva   | Kathrin Ullrich  |
| Tokio 1991.     | Liz McColgan           | Zhong Huandi      | Wang Xiuting     |
| Stuttgart 1993. | Wang Junxia            | Zhong Huandi      | Sally Barsosio   |
| Göteborg 1995.  | Fernanda Ribeiro       | Derartu Tulu      | Tegla Loroupe    |
| Atena 1997.     | Sally Barsosio         | Fernanda Ribeiro  | Masako Chiba     |
| Sevilla 1999.   | Gete Wami              | Paula Radcliffe   | Tegla Loroupe    |
| Edmonton 2001.  | Derartu Tulu           | Berhane Adere     | Gete Wami        |
| Pariz 2003.     | Berhane Adere          | Werknesh Kidane   | Sun Yingjie      |
| Helsinki 2005.  | Tirunesh Dibaba        | Berhane Adere}    | Ejegayehu Dibaba |
| Osaka 2007.     | Tirunesh Dibaba        | Elvan Abeylegesse | Kara Goucher     |
| Berlin 2009.    | Linet Chepkwemoi Masai | Meselech Melkamu  | Wude Ayalew      |
| Daegu 2011.     | Vivian Cheruiyot       | Sally Kipyego     | Linet Masai      |
| Moskva 2013.    | Tirunesh Dibaba        | Gladys Cherono    | Belaynesh Oljira |
| Peking 2015.    |                        |                   |                  |
| London 2017.    |                        |                   |                  |
| Doha 2019.      |                        |                   |                  |

### Maraton
| SP              | Zlato                 | Srebro                | Bronca              |
| --------------- | --------------------- | --------------------- | ------------------- |
| Helsinki 1983.  | Grete Waitz           | Marianne Dickerson    | Raisa Katjukova     |
| Rim 1987.       | Rosa Mota             | Zoja Ivanova          | Jocelyn Villeton    |
| Tokio 1991.     | Wanda Panfil          | Sachiko Yamashita     | Katrin Dörre-Heinig |
| Stuttgart 1993. | Junko Asari           | Maria Manuela Machado | Tomoe Abe           |
| Göteborg 1995.  | Maria Manuela Machado | Anuta Catuna          | Ornella Ferrara     |
| Atena 1997.     | Hiromi Suzuki         | Maria Manuela Machado | Lidia Simon         |
| Sevilla 1999.   | Jong Song-ok          | Ari Ichihashi         | Lidia Simon         |
| Edmonton 2001.  | Lidia Simon           | Reiko Tosa            | Svetlana Sacharova  |
| Pariz 2003.     | Catherine Ndereba     | Mizuki Noguchi        | Masako Chiba        |
| Helsinki 2005.  | Paula Radcliffe       | Catherine Ndereba     | Constantina Tomescu |
| Osaka 2007.     | Catherine Ndereba     | Zhou Chunxiu          | Reiko Tosa          |
| Berlin 2009.    | Xue Bai               | Yoshimi Ozaki         | Aselefech Mergia    |
| Daegu 2011.     | Edna Kiplagat         | Priscah Jeptoo        | Sharon Cherop       |
| Moskva 2013.    | Edna Kiplagat         | Valeria Straneo       | Kayoko Fukushi      |
| Peking 2015.    |                       |                       |                     |
| London 2017.    |                       |                       |                     |
| Doha 2019.      |                       |                       |                     |

### 20 km brzo hodanje
| SP             | Zlato             | Srebro               | Bronca               |
| -------------- | ----------------- | -------------------- | -------------------- |
| Sevilla 1999.  | Liu Hongyu        | Wang Yan             | Kerry Saxby-Junna    |
| Edmonton 2001. | Olimpiada Ivanova | Valentina Zibulskaja | Elisabetta Perrone   |
| Pariz 2003.    | Jelena Nikolajeva | Gillian O'Sullivan   | Valentina Zibulskaja |
| Helsinki 2005. | Olimpiada Ivanova | Ryta Turawa          | Susana Feitor        |
| Osaka 2007.    | Olga Kaniskina    | Tatjana Šemjakina    | María Vasco          |
| Berlin 2009.   | Olga Kaniskina    | Olive Loughnane      | Liu Hong             |
| Daegu 2011.    | Olga Kaniskina    | Liu Hong             | Anisja Kirdjapkina   |
| Moskva 2013.   | Elena Lashmanova  | Anisja Kirdjapkina   | Liu Hong             |
| Peking 2015.   |                   |                      |                      |
| London 2017.   |                   |                      |                      |
| Doha 2019.     |                   |                      |                      |

### 100 m s preponama
| SP              | Zlato                  | Srebro                  | Bronca                 |
| --------------- | ---------------------- | ----------------------- | ---------------------- |
| Helsinki 1983.  | Bettine Jahn           | Kerstin Knabe           | Ginka Sagortschewa     |
| Rim 1987.       | Ginka Sagortschewa     | Gloria Siebert          | Cornelia Oschkenat     |
| Tokio 1991.     | Ludmila Engquist       | Gail Devers             | Natalia Grigorjeva     |
| Stuttgart 1993. | Gail Devers            | Maria Azjabina          | Lynda Tolbert-Goode    |
| Göteborg 1995.  | Gail Devers            | Olga Schischigina       | Julija Graudyn         |
| Atena 1997.     | Ludmila Engquist       | Svetla Dimitrova        | Michelle Freeman       |
| Sevilla 1999.   | Gail Devers            | Glory Alozie            | Ludmila Engquist       |
| Edmonton 2001.  | Anjanette Kirkland     | Gail Devers             | Olga Schischigina      |
| Pariz 2003.     | Perdita Felicien       | Brigitte Foster         | Miesha McKelvy-Jones   |
| Helsinki 2005.  | Michelle Perry         | Delloreen Ennis-London  | Brigitte Foster        |
| Osaka 2007.     | Michelle Perry         | Perdita Felicien        | Delloreen Ennis-London |
| Berlin 2009.    | Brigitte Foster-Hylton | Priscilla Lopes-Schliep | Delloreen Ennis-London |
| Daegu 2011.     | Sally Pearson          | Danielle Carruthers     | Dawn Harper            |
| Moskva 2013.    | Brianna Rollins        | Sally Pearson           | Tiffany Porter         |
| Peking 2015.    |                        |                         |                        |
| London 2017.    |                        |                         |                        |
| Doha 2019.      |                        |                         |                        |

### 400 m s preponama
| SP              | Zlato                    | Srebro                | Bronca             |
| --------------- | ------------------------ | --------------------- | ------------------ |
| Helsinki 1983.  | Jekaterina Fessenko-Grun | Anna Ambrosiene       | Ellen Fiedler      |
| Rim 1987.       | Sabine Busch             | Debbie Flintoff-King  | Cornelia Ullrich   |
| Tokio 1991.     | Tazjana Ljadouskaja      | Sally Gunnell         | Janeene Vickers    |
| Stuttgart 1993. | Sally Gunnell            | Sandra Farmer-Patrick | Margarita Chromova |
| Göteborg 1995.  | Kim Batten               | Tonja Buford-Bailey   | Deon Hemmings      |
| Atena 1997.     | Nezha Bidouane           | Deon Hemmings         | Kim Batten         |
| Sevilla 1999.   | Daimí Pernía             | Nezha Bidouane        | Deon Hemmings      |
| Edmonton 2001.  | Nezha Bidouane           | Julija Pečonkina      | Daimí Pernía       |
| Pariz 2003.     | Jana Rawlinson           | Sandra Glover         | Julija Pečonkina   |
| Helsinki 2005.  | Julija Pečonkina         | Lashinda Demus        | Sandra Glover      |
| Osaka 2007.     | Jana Rawlinson           | Julija Pečonkina      | Anna Jesień        |
| Berlin 2009.    | Melaine Walker           | Lashinda Demus        | Josanne Lucas      |
| Daegu 2011.     | Lashinda Demus           | Melaine Walker        | Natalja Antjuh     |
| Moskva 2013.    | Zuzana Hejnová           | Dalilah Muhammad      | Lashinda Demus     |
| Peking 2015.    |                          |                       |                    |
| London 2017.    |                          |                       |                    |
| Doha 2019.      |                          |                       |                    |

### 3000 m s preprekama
| SP             | Zlato                     | Srebro             | Bronca               |
| -------------- | ------------------------- | ------------------ | -------------------- |
| Helsinki 2005. | Dorcus Inzikuru           | Jekaterina Volkowa | Jeruto Kiptum        |
| Osaka 2007.    | Jekaterina Volkova        | Tatjana Petrova    | Eunice Jepkorir      |
| Berlin 2009.   | Marta Domínguez           | Julija Zarudneva   | Milcah Chemos Cheywa |
| Daegu 2011.    | Julija Zarudneva-Zaripova | Habiba Ghribi      | Milcah Chemos Cheywa |
| Moskva 2013.   | Milcah Chemos Cheywa      | Lydiah Chepkurui   | Sofia Assefa         |
| Peking 2015.   |                           |                    |                      |
| London 2017.   |                           |                    |                      |
| Doha 2019.     |                           |                    |                      |

### 4 x 100 m štafeta
| SP              | Zlato                                                                                 | Srebro                                                                                       | Bronca                                                                              |
| --------------- | ------------------------------------------------------------------------------------- | -------------------------------------------------------------------------------------------- | ----------------------------------------------------------------------------------- |
| Helsinki 1983.  | Njemačka Demokratska Republika Silke Möller Marita Koch Ingrid Auerswald Marlies Göhr | Ujedinjeno Kraljevstvo Joan Baptiste Kathy Smallwood-Cook Beverley Callender Shirley Thomas  | Jamajka Leleith Hodges Jacqueline Pusey Juliet Cuthbert Merlene Ottey               |
| Rim 1987.       | SAD Alice Brown Diane Williams Florence Griffith-Joyner Pam Marshall                  | Njemačka Demokratska Republika Silke Möller Cornelia Oschkenat Kerstin Behrendt Marlies Göhr | SSSR Irina Slyusar Natalia Pomoschchnikowa Natalia German Olga Antonowa             |
| Tokio 1991.     | Jamajka Dahlia Duhaney Juliet Cuthbert Beverly McDonald Merlene Ottey                 | SSSR Natalia Kowtun Galina Maltschugina Jelena Winogradowa Irina Priwalowa                   | Njemačka Grit Breuer Katrin Krabbe Sabine Richter Heike Drechsler                   |
| Stuttgart 1993. | Rusija Olga Bogoslowskaja Galina Maltschugina Natalia Pomoschchnikowa Irina Priwalowa | SAD Michelle Finn Gwen Torrence Wendy Vereen Gail Devers                                     | Jamajka Michelle Freeman Juliet Campbell Nicole Mitchell Merlene Ottey              |
| Göteborg 1995.  | SAD Celena Mondie-Milner Colette Guidry-White Chryste Gaines Gwen Torrence            | Jamajka Dahlia Duhaney Juliet Cuthbert Beverly McDonald Merlene Ottey                        | Njemačka Melanie Paschke Silke Lichtenhagen Silke Knoll Gabriele Becker             |
| Atena 1997.     | SAD Chryste Gaines Marion Jones Inger Miller Gail Devers                              | Jamajka Beverly McDonald Merlene Frazer Juliet Cuthbert Beverly Grant                        | Francuska Patricia Girard Christine Arron Delphine Combe Sylviane Félix             |
| Sevilla 1999.   | Bahami Sevatheda Fynes Chandra Sturrup Pauline Davis-Thompson Debbie Ferguson         | Francuska Patricia Girard Muriel Hurtis Katia Benth Christine Arron                          | Jamajka Aleen Bailey Merlene Frazer Beverly McDonald Peta-Gaye Dowdie               |
| Edmonton 2001.  | Njemačka Melanie Paschke Gabi Rockmeier Birgit Rockmeier Marion Wagner                | Francuska Sylviane Félix Frédérique Bangué Muriel Hurtis Odiah Sidibé                        | Jamajka Juliet Campbell Merlene Frazer Beverly McDonald Astia Walker                |
| Pariz 2003.     | Francuska Patricia Girard Muriel Hurtis Sylviane Félix Christine Arron                | SAD Angela Williams Chryste Gaines Inger Miller Torri Edwards                                | Rusija Olga Fedorowa Julia Tabakowa Marina Kislowa Larisa Kruglowa                  |
| Helsinki 2005.  | SAD Angela Daigle Muna Lee Me'Lisa Barber Lauryn Williams                             | Jamajka Daniele Browning Sherone Simpson Aleen Bailey Veronica Campbell                      | Bjelorusija Julija Neszjarenka Natalia Sologub Natalia Mewerschizkaja Oksana Dragun |
| Osaka 2007.     | SAD Lauryn Williams Allyson Felix Mikele Barber Torri Edwards                         | Jamajka Sheri-Ann Brooks Kerron Steward Simone Facey Veronica Campbell                       | Belgija Olivia Borlee Hanna Mariën Elodie Ouédraogo Kim Gevaert                     |
| Berlin 2009.    | Jamajka Simone Facey Shelly-Ann Fraser Aleen Bailey Kerron Stewart                    | Bahami Sheniqua Ferguson Chandra Sturrup Christine Amertil Debbie Ferguson-McKenzie          | Njemačka Marion Wagner Anne Möllinger Cathleen Tschirch Verena Sailer               |
| Daegu 2011.     | SAD Bianca Knight Allyson Felix Marshevet Myers Carmelita Jeter                       | Jamajka Shelly-Ann Fraser-Pryce Kerron Stewart Sherone Simpson Veronica Campbell-Brown       | Ukrajina Olesja Povh Natalija Pohrebnjak Marija Rjemjen Hrystyna Stuy               |
| Moskva 2013.    |                                                                                       |                                                                                              |                                                                                     |
| Peking 2015.    |                                                                                       |                                                                                              |                                                                                     |
| London 2017.    |                                                                                       |                                                                                              |                                                                                     |
| Doha 2019.      |                                                                                       |                                                                                              |                                                                                     |

### 4 x 400 m štafeta
| SP              | Zlato                                                                                      | Srebro                                                                                      | Bronca                                                                                |
| --------------- | ------------------------------------------------------------------------------------------ | ------------------------------------------------------------------------------------------- | ------------------------------------------------------------------------------------- |
| Helsinki 1983.  | Njemačka Demokratska Republika Kerstin Walther Sabine Busch Marita Koch Dagmar Neubauer    | Čehoslovačka Tatána Kocembová Milena Matejkovicova Zuzana Moravcikova Jarmila Kratochvílová | SSSR Jelena Didilenko Marina Iwanowa Irina Baskakowa Marija Kultschunowa              |
| Rim 1987.       | Njemačka Demokratska Republika Dagmar Neubauer Kirsten Emmelmann Petra Müller Sabine Busch | SSSR Aelita Jurtschenko Wolha Nasarawa Marija Kultschunowa Olha Wladykina-Bryshina          | SAD Diane Dixon Denaen Howard-Hill Valerie Brisco-Hooks Lillie Leatherwood            |
| Tokio 1991.     | SSSR Tazjana Ljadouskaja Ljudmila Dschigalowa Wolha Nasarawa Olha Wladykina-Bryshina       | SAD Rochelle Stevens Diane Dixon Jearl Miles-Clark Lillie Leatherwood                       | Njemačka Uta Rohländer Katrin Krabbe Christine Wachtel Grit Breuer                    |
| Stuttgart 1993. | SAD Gwen Torrence Maicel Malone-Wallace Natasha Kaiser-Brown Jearl Miles-Clark             | Rusija Jelena Ruzina Tatjana Alexejewa Margarita Chromowa Irina Priwalowa                   | Ujedinjeno Kraljevstvo Linda Keough Phylis Smith Tracy Goddard Sally Gunnell          |
| Göteborg 1995.  | SAD Kim Graham Rochelle Stevens Camara Jones Jearl Miles-Clark                             | Rusija Tatjana Tschebikina Swetlana Gontscharenko Julia Sotnikowa Jelena Andrejewa          | Australija Lee Naylor Renée Poetschka Melinda Gainsford-Taylor Cathy Freeman          |
| Atena 1997.     | Njemačka Anke Feller Uta Rohländer Anja Rücker Grit Breuer                                 | SAD Maicel Malone-Wallace Kim Graham Kim Batten Jearl Miles-Clark                           | Jamajka Inez Turner Lorraine Graham Deon Hemmings Sandie Richards                     |
| Sevilla 1999.   | Rusija Tatjana Tschebykina Swetlana Gontscharenko Olga Kotljarowa Natalja Nasarowa         | SAD Suziann Reid Maicel Malone-Wallace Michele Collins Jearl Miles-Clark                    | Njemačka Anke Feller Uta Rohländer Anja Rücker Grit Breuer                            |
| Edmonton 2001.  | Jamajka Sandie Richards Catherine Scott Debbie-Ann Parris Lorraine Fenton                  | Njemačka Florence Ekpo-Umoh Shanta Ghosh Claudia Marx Grit Breuer                           | Rusija Irina Rossichina Julija Petschonkina Anastassija Kapatschinskaja Olesja Sykina |
| Pariz 2003.     | SAD Me'Lisa Barber Demetria Washington Jearl Miles-Clark Sanya Richards                    | Rusija Olesja Sykina Julija Petschonkina Anastassija Kapatschinskaja Natalja Nasarowa       | Jamajka Sandie Richards Allison Beckford Ronetta Smith Lorraine Fenton                |
| Helsinki 2005.  | Rusija Julija Petschonkina Olesja Krasnomowez Natalja Antjuch Swetlana Pospelowa           | Jamajka Shericka Williams Novlene Williams Ronetta Smith Lorraine Fenton                    | Ujedinjeno Kraljevstvo Lee McConnell Donna Fraser Nicola Sanders Christine Ohuruogu   |
| Berlin 2009.    | SAD Debbie Dunn Allyson Felix Lashinda Demus Sanya Richards                                | Jamajka Rosemarie Whyte Novlene Williams-Mills Shereefa Lloyd Shericka Williams             | Rusija Anastasija Kapačinskaja Tatjana Firova Ljudmila Litvinova Antonina Krivošapka  |
| Daegu 2011.     | SAD Sanya Richards-Ross Allyson Felix Jessica Beard Francena McCorory                      | Jamajka Rosemarie Whyte Davita Prendergast Novlene Williams-Mills Shericka Williams         | Rusija Antonina Krivošapka Natalja Antjuh Ljudmila Litvinova Anastasija Kapačinskaja  |
| Moskva 2013.    |                                                                                            |                                                                                             |                                                                                       |
| Peking 2015.    |                                                                                            |                                                                                             |                                                                                       |
| London 2017.    |                                                                                            |                                                                                             |                                                                                       |
| Doha 2019.      |                                                                                            |                                                                                             |                                                                                       |

## Skakačke discipline

### Skok u vis
| SP              | Zlato              | Srebro                             | Bronca                   |
| --------------- | ------------------ | ---------------------------------- | ------------------------ |
| Helsinki 1983.  | Tamara Bikova      | Ulrike Meyfarth                    | Louise Ritter            |
| Rim 1987.       | Stefka Kostadinova | Tamara Bikova                      | Susanne Beyer            |
| Tokio 1991.     | Heike Henkel       | Jelena Jelesina                    | Inha Babakova            |
| Stuttgart 1993. | Ioamnet Quintero   | Silvia Costa                       | Sigrid Kirchmann         |
| Göteborg 1995.  | Stefka Kostadinova | Alina Astafei                      | Inha Babakova            |
| Atena 1997.     | Hanne Haugland     | Olga Kaliturina                    | Inha Babakova            |
| Sevilla 1999.   | Inha Babakova      | Jelena Jelessina                   | Svetlana Lapina          |
| Edmonton 2001.  | Hestrie Cloete     | Inha Babakova                      | Kajsa Bergqvist          |
| Pariz 2003.     | Hestrie Cloete     | Marina Kuptsova                    | Kajsa Bergqvist          |
| Helsinki 2005.  | Kajsa Bergqvist    | Chaunte Howard                     | Emma Green               |
| Osaka 2007.     | Blanka Vlašić      | Antonietta Di Martino Ana Čičerova | -                        |
| Berlin 2009.    | Blanka Vlašić      | Ana Čičerova                       | Ariane Friedrich         |
| Daegu 2011.     | Ana Čičerova       | Blanka Vlašić                      | Antonietta Di Martino    |
| Moskva 2013.    | Svetlana Školina   | Brigetta Barrett                   | Ana Čičerova Ruth Beitia |
| Peking 2015.    |                    |                                    |                          |
| London 2017.    |                    |                                    |                          |
| Doha 2019.      |                    |                                    |                          |

### Skok s motkom
| SP             | Zlato              | Srebro                       | Bronca             |
| -------------- | ------------------ | ---------------------------- | ------------------ |
| Sevilla 1999.  | Stacy Dragila      | Angela Balachonova           | Tatiana Grigorieva |
| Edmonton 2001. | Stacy Dragila      | SVetlana Feofanova           | Monika Pyrek       |
| Pariz 2003.    | Svetlana Feofanova | Annika Becker                | Jelena Isinbajeva  |
| Helsinki 2005. | Jelena Isinbajeva  | Monika Pyrek                 | Pavla Hamáčková    |
| Osaka 2007.    | Jelena Isinbajeva  | Katerina Badurová            | Svetlana Feofanova |
| Berlin 2009.   | Anna Rogowska      | Chelsea Johnson Monika Pyrek | -                  |
| Daegu 2011.    | Fabiana Murer      | Martina Strutz               | Svetlana Feofanova |
| Moskva 2013.   | Jelena Isinbajeva  | Jennifer Suhr                | Yarisley Silva     |
| Peking 2015.   |                    |                              |                    |
| London 2017.   |                    |                              |                    |
| Doha 2019.     |                    |                              |                    |

### Skok u dalj
| SP              | Zlato                | Srebro              | Bronca              |
| --------------- | -------------------- | ------------------- | ------------------- |
| Helsinki 1983.  | Heike Drechsler      | Anişoara Stanciu    | Carol Lewis         |
| Rim 1987.       | Jackie Joyner-Kersee | Jelena Belevskaja   | Heike Drechsler     |
| Tokio 1991.     | Jackie Joyner-Kersee | Heike Drechsler     | Larissa Bereschnaja |
| Stuttgart 1993. | Heike Drechsler      | Larissa Bereschnaja | Renata Nielsen      |
| Göteborg 1995.  | Fiona May            | Niurka Montalvo     | Irina Mušailova     |
| Atena 1997.     | Ljudmila Galkina     | Niki Xanthou        | Fiona May           |
| Sevilla 1999.   | Niurka Montalvo      | Fiona May           | Marion Jones        |
| Edmonton 2001.  | Fiona May            | Tatjana Kotova      | Niurka Montalvo     |
| Pariz 2003.     | Eunice Barber        | Tatjana Kotova      | Anju Bobby George   |
| Helsinki 2005.  | Tianna Madison       | Tatjana Kotova      | Eunice Barber       |
| Osaka 2007.     | Tatjana Lebedeva     | Ljudmila Kolčanova  | Tatjana Kotova      |
| Berlin 2009.    | Brittney Reese       | Tatjana Lebedeva    | Karin Mey Melis     |
| Daegu 2011.     | Brittney Reese       | Olga Kucherenko     | Ineta Radēviča      |
| Moskva 2013.    | Brittney Reese       | Blessing Okagbare   | Ivana Španović      |
| Peking 2015.    |                      |                     |                     |
| London 2017.    |                      |                     |                     |
| Doha 2019.      |                      |                     |                     |

### Troskok
| SP              | Zlato              | Srebro                   | Bronca             |
| --------------- | ------------------ | ------------------------ | ------------------ |
| Stuttgart 1993. | Ana Birjukova      | Iolanda Chen             | Iva Prandševa      |
| Göteborg 1995.  | Inessa Krawez      | Iva Prandševa            | Ana Birjukova      |
| Atena 1997.     | Šárka Kašpárková   | Rodica Petrescu-Mateescu | Jelena Govorova    |
| Sevilla 1999.   | Paraskevi Tsiamita | Yamilé Aldama            | Olga Vasdeki       |
| Edmonton 2001.  | Tatjana Lebedeva   | Françoise Mbango Etone   | Teresa Marinova    |
| Pariz 2003.     | Tatjana Lebedeva   | Françoise Mbango Etone   | Magdelin Martínez  |
| Helsinki 2005.  | Trecia Smith       | Yargelis Savigne         | Anna Pjatych       |
| Osaka 2007.     | Yargelis Savigne   | Tatjana Lebedeva         | Chrysopigi Devetzi |
| Berlin 2009.    | Yargelis Savigne   | Mabel Gay                | Anna Pyatykh       |
| Daegu 2011.     | Olha Saladukha     | Olga Rypakova            | Caterine Ibargüen  |
| Moskva 2013.    | Caterine Ibargüen  | Ekaterina Koneva         | Olha Saladukha     |
| Peking 2015.    |                    |                          |                    |
| London 2017.    |                    |                          |                    |
| Doha 2019.      |                    |                          |                    |

## Bacačke discipline

### Bacanje koplja
| SP              | Zlato               | Srebro                 | Bronca              |
| --------------- | ------------------- | ---------------------- | ------------------- |
| Helsinki 1983.  | Tiina Lillak        | Fatima Whitbread       | Anna Verouli        |
| Rim 1987.       | Fatima Whitbread    | Petra Felke            | Beate Peters        |
| Tokio 1991.     | Xu Demei            | Petra Felke            | Silke Renk          |
| Stuttgart 1993. | Trine Hattestad     | Karen Forkel           | Natalja Schikolenko |
| Göteborg 1995.  | Natalja Šikolenko   | Felicia Tilea-Moldovan | Mikaela Ingberg     |
| Atena 1997.     | Trine Hattestad     | Joanna Stone           | Tanja Damaske       |
| Sevilla 1999.   | Mirela Maniani      | Tatjana Šikolenko      | Trine Hattestad     |
| Edmonton 2001.  | Osleidys Menéndez   | Mirela Maniani         | Sonia Bisset        |
| Pariz 2003.     | Mirela Maniani      | Tatjana Šikolenko      | Steffi Nerius       |
| Helsinki 2005.  | Osleidys Menéndez   | Christina Obergföll    | Steffi Nerius       |
| Osaka 2007.     | Barbora Špotáková   | Christina Obergföll    | Steffi Nerius       |
| Berlin 2009.    | Steffi Nerius       | Barbora Špotáková      | Maria Abakumova     |
| Daegu 2011.     | Maria Abakumova     | Barbora Špotáková      | Sunette Viljoen     |
| Moskva 2013.    | Christina Obergföll | Kimberley Mickle       | Maria Abakumova     |
| Peking 2015.    |                     |                        |                     |
| London 2017.    |                     |                        |                     |
| Doha 2019.      |                     |                        |                     |

### Bacanje diska
| SP              | Zlato             | Srebro               | Bronca                    |
| --------------- | ----------------- | -------------------- | ------------------------- |
| Helsinki 1983.  | Martina Hellmann  | Galina Murašova      | Maria Wergowa-Petkowa     |
| Rim 1987.       | Martina Hellmann  | Diana Gansky         | Swetanka Christowa        |
| Tokio 1991.     | Svetanka Hristova | Ilke Wyludda         | Larisa Michalčenko        |
| Stuttgart 1993. | Olga Černjavskaja | Daniela Costian      | Min Chunfeng              |
| Göteborg 1995.  | Elina Sverava     | Ilke Wyludda         | Olga Černjavskaja         |
| Atena 1997.     | Beatrice Faumuina | Elina Sverava        | Natalja Sadova            |
| Sevilla 1999.   | Franka Dietzsch   | Anastasia Kelesidou  | Nicoleta Grasu            |
| Edmonton 2001.  | Elina Sverava     | Nicoleta Grasu       | Anastasia Kelesidou       |
| Pariz 2003.     | Irina Jačenko     | Anastasia Kelesidou  | Ekaterini Vongoli         |
| Helsinki 2005.  | Franka Dietzsch   | Natalja Sadova       | Věra Pospíšilová-Cechlová |
| Osaka 2007.     | Franka Dietzsch   | Yarelis Barrios      | Nicoleta Grasu            |
| Berlin 2009.    | Dani Samuels      | Yarelis Barrios      | Nicoleta Grasu            |
| Daegu 2011.     | Li Yanfeng        | Nadine Müller        | Yarelis Barrios           |
| Moskva 2013.    | Sandra Perković   | Mélina Robert-Michon | Yarelis Barrios           |
| Peking 2015.    |                   |                      |                           |
| London 2017.    |                   |                      |                           |
| Doha 2019.      |                   |                      |                           |

### Bacanje kugle
| SP              | Zlato               | Srebro              | Bronca                    |
| --------------- | ------------------- | ------------------- | ------------------------- |
| Helsinki 1983.  | Helena Fibingerová  | Helma Knorscheidt   | Ilona Slupianek           |
| Rim 1987.       | Natalja Lisovskaja  | Kathrin Neimke      | Ines Müller               |
| Tokio 1991.     | Huang Zhihong       | Natalja Lisovskaja  | Svetlana Kriveljova       |
| Stuttgart 1993. | Huang Zhihong       | Svetlana Kriveljova | Kathrin Neimke            |
| Göteborg 1995.  | Astrid Kumbernuss   | Huang Zhihong       | Svetla Mitkova-Sinirtas   |
| Atena 1997.     | Astrid Kumbernuss   | Vita Pavliš         | Stephanie Storp           |
| Sevilla 1999.   | Astrid Kumbernuss   | Nadine Kleinert     | Swetlana Kriveljova       |
| Edmonton 2001.  | Janina Karolčyk     | Nadine Kleinert     | Vita Pavliš               |
| Pariz 2003.     | Swetlana Kriveljova | Nadseja Astapčuk    | Vita Pavliš               |
| Helsinki 2005.  | Olga Rjabinkina     | Valerie Vili        | Svjetlana Kriveljova      |
| Osaka 2007.     | Valerie Vili        | Nadseja Astapčuk    | Nadine Kleinert           |
| Berlin 2009.    | Valerie Vili        | Nadine Kleinert     | Gong Lijiao               |
| Daegu 2011.     | Valerie Adams       | Nadseja Astapčuk    | Jillian Camarena-Williams |
| Moskva 2013.    | Valerie Adams       | Christina Schwanitz | Gong Lijiao               |
| Peking 2015.    |                     |                     |                           |
| London 2017.    |                     |                     |                           |
| Doha 2019.      |                     |                     |                           |

### Bacanje kladiva
| SP             | Zlato            | Srebro           | Bronca            |
| -------------- | ---------------- | ---------------- | ----------------- |
| Sevilla 1999.  | Mihaela Melinte  | Olga Kusenkova   | Lisa Misipeka     |
| Edmonton 2001. | Yipsi Moreno     | Olga Kusenkova   | Bronwyn Eagles    |
| Pariz 2003.    | Yipsi Moreno     | Olga Kusenkova   | Manuela Montebrun |
| Helsinki 2005. | Yipsi Moreno     | Tatjana Lisenko  | Manuela Montebrun |
| Osaka 2007.    | Betty Heidler    | Yipsi Moreno     | Wenxiu Zhang      |
| Berlin 2009.   | Anita Włodarczyk | Betty Heidler    | Martina Hrašnová  |
| Daegu 2011.    | Tatjana Lyssenko | Betty Heidler    | Zhang Wenxiu      |
| Moskva 2013.   | Tatjana Lyssenko | Anita Włodarczyk | Zhang Wenxiu      |
| Peking 2015.   |                  |                  |                   |
| London 2017.   |                  |                  |                   |
| Doha 2019.     |                  |                  |                   |

## Višeboj

### Sedmoboj
| SP              | Zlato                | Srebro                | Bronca               |
| --------------- | -------------------- | --------------------- | -------------------- |
| Helsinki 1983.  | Ramona Neubert       | Sabine John           | Anke Behmer          |
| Rim 1987.       | Jackie Joyner-Kersee | Larisa Nikitina       | Jane Frederick       |
| Tokio 1991.     | Sabine Braun         | Liliana Nastase       | Irina Belova         |
| Stuttgart 1993. | Jackie Joyner-Kersee | Sabine Braun          | Svetlana Buraga      |
| Göteborg 1995.  | Ghada Shouaa         | Svetlana Moskalets    | Rita Inancsi         |
| Atena 1997.     | Sabine Braun         | Denise Lewis          | Remigija Nazaroviene |
| Sevilla 1999.   | Eunice Barber        | Denise Lewis          | Ghada Shouaa         |
| Edmonton 2001.  | Jelena Prochorova    | Natalia Sazanovič     | Shelia Burrell       |
| Pariz 2003.     | Carolina Klüft       | Eunice Barber         | Natalia Sazanovič    |
| Helsinki 2005.  | Carolina Klüft       | Eunice Barber         | Margaret Simpson     |
| Osaka 2007.     | Carolina Klüft       | Ljudmila Blonska      | Kelly Sotherton      |
| Berlin 2009.    | Jessica Ennis        | Jennifer Oeser        | Kamila Chudzik       |
| Daegu 2011.     | Tatjana Chernova     | Jessica Ennis         | Jennifer Oeser       |
| Moskva 2013.    | Hanna Melnychenko    | Brianne Theisen-Eaton | Dafne Schippers      |
| Peking 2015.    |                      |                       |                      |
| London 2017.    |                      |                       |                      |
| Doha 2019.      |                      |                       |                      |

## Discipline koje više nisu u programu na SP

### 3000 m
| SP              | Zlato             | Srebro          | Bronca            |
| --------------- | ----------------- | --------------- | ----------------- |
| Helsinki 1983.  | Mary Decker       | Brigitte Kraus  | Tatjana Kasankina |
| Rim 1987.       | Tetjana Samolenko | Maricica Puică  | Ulrike Bruns      |
| Tokio 1991.     | Tetjana Samolenko | Jelena Romanova | Susan Sirma       |
| Stuttgart 1993. | Qu Yunxia         | Zhang Linli     | Zhang Lirong      |

### 10 km brzo hodanje
| SP              | Zlato           | Srebro             | Bronca               |
| --------------- | --------------- | ------------------ | -------------------- |
| Tokio 1991.     | Alina Ivanova   | Madelein Svensson  | Sari Essayah         |
| Stuttgart 1993. | Sari Essayah    | Ileana Salvador    | Encarna Granados     |
| Göteborg 1995.  | Irina Stankina  | Elisabetta Perrone | Jelena Nikolajeva    |
| Atena 1997.     | Annarita Sidoti | Olha Kardopolzeva  | Valentina Zibulskaja |